# SPLASH (アルバム)
『SPLASH』（スプラッシュ）は、福永恵規の1枚目のオリジナルアルバム。1986年11月14日にキャニオン・レコードから発売。CD帯のコピーは、「SATOMIとバカンス、恋にスプラッシュ!」。
今作に収録されているシングル曲2曲は、どちらも「NEW REMIX」としてシングル版とミックスが異なっている。このバージョンは、本作品にのみ収録。
2019年4月11日に『SAMBO』『MYこれ!クション 福永恵規BEST』と共にデジタル配信が開始された。

## 収録曲
- 歌詞カードには、それぞれの楽曲の英語タイトルも表記されている。

1. SWEET REVOLUTION　
作詞:神沢礼江　作曲:池田幸司　編曲:大村雅朗
2. 風のInvitation（NEW REMIX）　-Invitation From The Wind-　
作詞:秋元康　作曲:高橋研　編曲:佐藤準
3. mis-call　-Somebody On The Phone-　
作詞:松本一起　作曲・編曲:蓑輪単志
4. ジャスミンのつむじ風　-Chinese Breeze-　
作詞:神沢礼江　作曲:安部恭弘　編曲:大村雅朗
5. ロッジの喧嘩はI Love You　-Lovers In The Storm-　
作詞:麻生圭子　作曲:根岸孝旨　編曲:大村雅朗
6. Sometimes Somewhere
作詞:神沢礼江　作曲: 高橋研　編曲:大村雅朗
7. STARDUST SERENADE　
作詞:麻生圭子　作曲・編曲:大村雅朗
8. 10月はさよならのパームツリー　-October Summer-　
作詞:麻生圭子　作曲:小室哲哉　編曲:大村雅朗
9. 3度目のNO TRY　-Three Times No Try-　
作詞:いとうせいこう　作曲・編曲:蓑輪単志
10. ハートのIgnition（NEW REMIX）　-Ignition Of My Heart-　
作詞:秋元康　作曲: 伊藤銀次　編曲:大村雅朗
11. 星のPuzzler 〜永遠を信じて〜　-The Puzzler-　
作詞:麻生圭子　作曲:崎谷健次郎　編曲:大村雅朗

## 参加ミュージシャン
- ドラムス:山木秀夫、島村英二、藤井章司
- ベース:高水健司、美久月千晴、坂井紀雄
- ギター:今剛、松原正樹、窪田晴男、西山毅
- キーボード:大村雅朗、佐藤準、蓑輪単志、西本明、倉田信雄、富樫春生
- パーカッション:斎藤ノブ
- サックス:ジェイク・H・コンセプション
- シンセサイザー・プログラミング:松武秀樹、浦田恵司、安倍均
- ストリングス:加藤ストリングス
- コーラス:木戸やすひろ、比山貴詠史、BUZZ、山川恵津子

## 関連作品
- 『福永恵規ベスト』
  - 今作収録のシングル曲2曲に加え、トラック1、3、5、6、7、11も収録。
- 『MYこれ!クション 福永恵規BEST』
  - トラック4、8、9がデジタルリマスタリングされて収録。